# Episodi mitologici e della storia romana

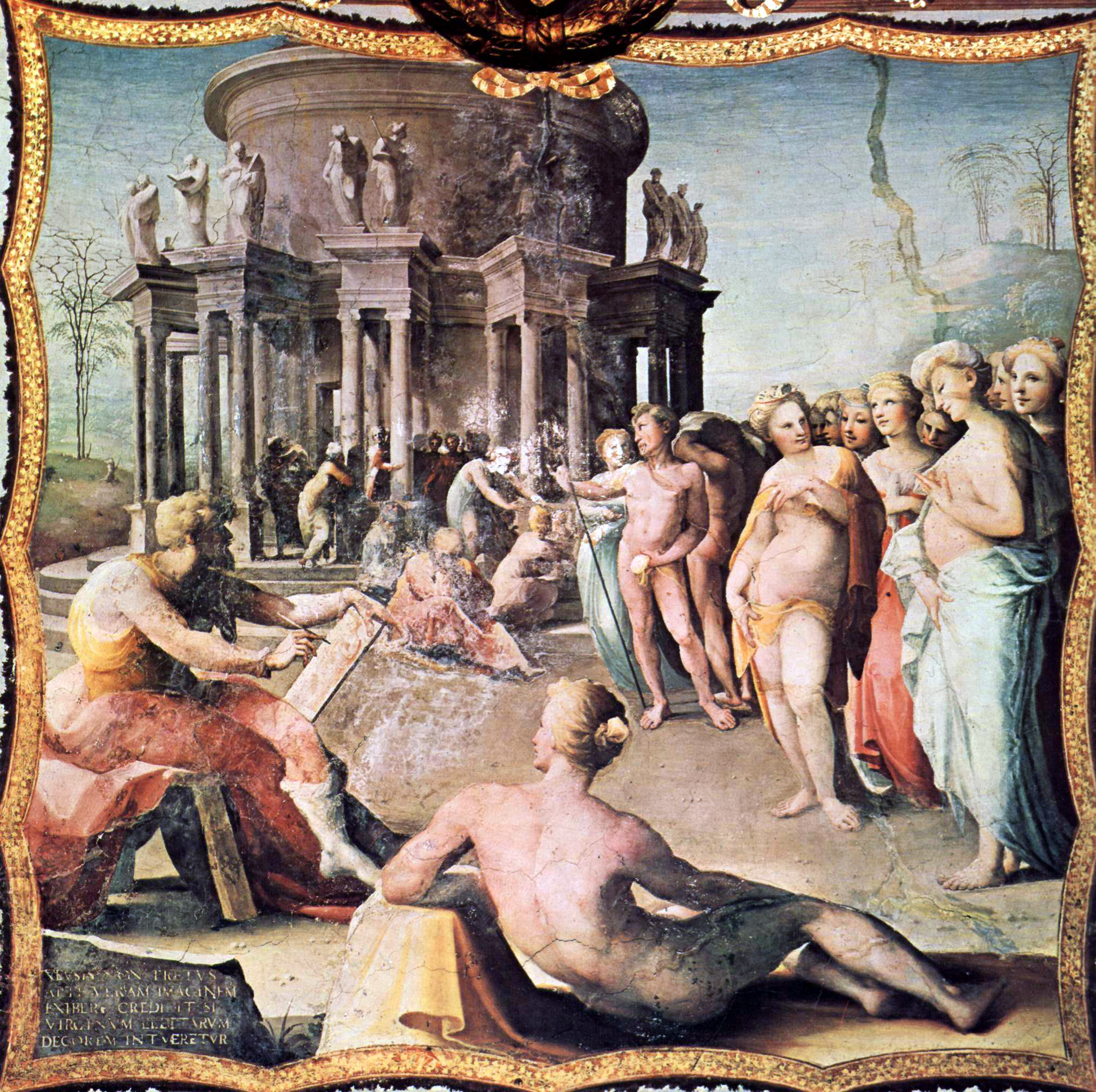
Zeusi che dipinge il ritratto di Elena

Episodi mitologici e della storia romana è un ciclo di affreschi di Domenico Beccafumi, databile al 1520-1524 circa e conservato in una salone al primo piano di palazzo Bindi Sergardi di Siena. 

## Storia
La decorazione del salone venne commissionata dalla famiglia Venturi, alleati di Pandolfo Petrucci e già proprietari del palazzo prima degli Agostini e dei Bindi Sergardi. Il ciclo venne visto e descritto ampiamente da Giorgio Vasari, che ne apprezzò soprattutto la capacità di creare edifici in prospettiva. 
La datazione si basa su caratteri stilistici e oscilla tra il 1520 al 1524 e oltre di qualche anno. 

## Descrizione

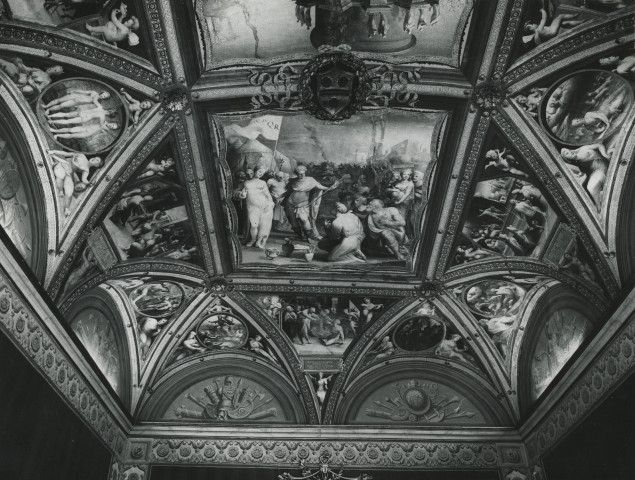
Veduta del soffitto

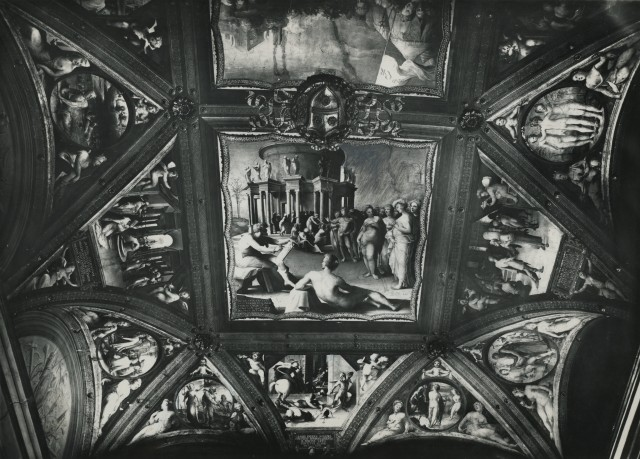
Veduta del soffitto

Il tema della storia romana ben si confaceva al clima di rievocazione imperiale della signoria del "Magnifico" Petrucci. La decorazione della volta è organizzata attorno a due riquadri centrali, che raffigurano la Contingenza di Scipione e Zeusi che dipinge il ritratto di Elena e che sono incorniciati da bordi dorati che simulano arazzi appesi.
Nel primo episodio Scipione l'Africano rende intatta al fidanzato e alla famiglia una fanciulla giovane e sensuale (è a seno scoperto) che gli era stata offerta come prigioniera di guerra; anzi i beni ai suoi piedi, portati come riscatto, sono da lui restituiti ed offerti come dono di nozze. Nella seconda scena il pittore siracusano Zeusi guarda le donne più belle di Crotone che si spogliano davanti a lui: da ciascuna di esse trarrà il dettaglio più bello con il quale comporrà il ritratto della mitica Elena di Troia per il tempio di Hera. In entrambe le scene è protagonista un raffinato erotismo ottenuto con la rappresentazione di belle fanciulle, il tutto reso magnificente dalla ricchezza cromatica e dalla presenza nello sfondo di paesaggi e architetture fantastiche. 
Da questi due riquadri centrali, affiancati e separati da una fascia con lo stemma Venturi di Siena, si staccano poi sei spicchi triangolari, decorati da esagoni con altre scene figurate tra putti e personaggi con tabelle iscritte alla base. Questi rappresentano, in senso antiorario, dalla sinistra della Contingenza di Scipione:
| Immagine | Titolo                                            |
| -------- | ------------------------------------------------- |
|          | Giudizio di Zaleuco                               |
|          | Decapitazione di Spurio Cassio                    |
|          | Scipione nomina tribuni i suoi soldati            |
|          | Sacrificio di Alessandro e giuramento di Annibale |
|          | Suicidio di Catone Uticense                       |
|          | Giuramento di Attilio Regolo                      |

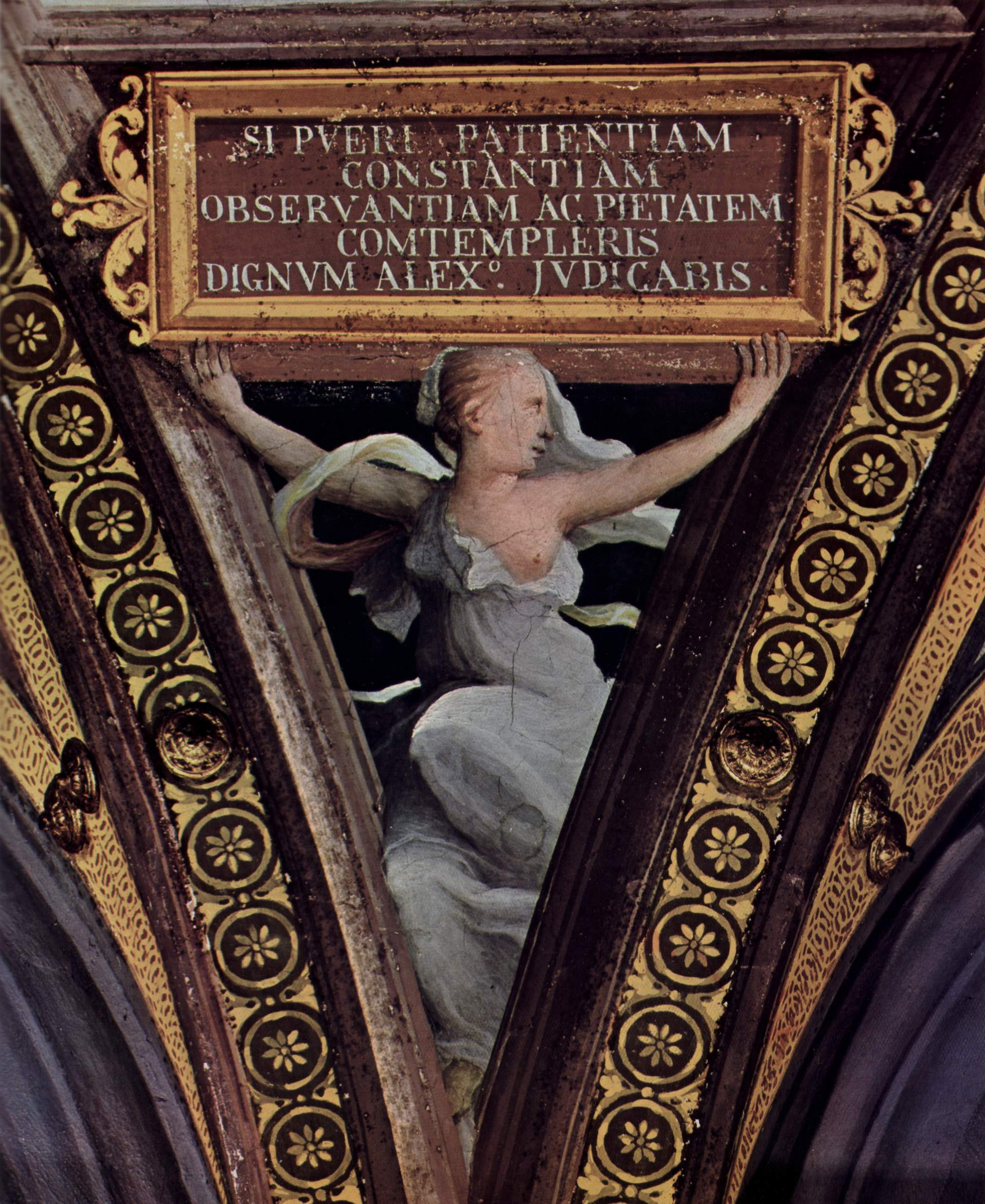
Figura reggi-targa

Ci sono poi le vele sopra le lunette, tre nei lati maggiori, due in quelli minori per un totale di dieci. Esse sono decorate da tondi con episodi di storia romana, biblica e della mitologia antica, ciascuno dei quali è incorniciato dalle figure di due eroine e, in alto, da un putto con drappi. Vi sono rappresentati, in senso antiorario, dalla sinistra della Contingenza di Scipione a centro:
| Immagine | Titolo                                                                             |
| -------- | ---------------------------------------------------------------------------------- |
|          | Tre Grazie tra Ester (?) e Giuditta                                                |
|          | Scena allegorica tra due figure femminili                                          |
|          | Scena allegorica tra due figure femminili                                          |
|          | Enea e Anchise in fuga da Troia in fiamme tra la Vestale Tuccia e Penelope         |
|          | Caduta dei Giganti tra la Vestale Claudia Quinta e una figura femminile            |
|          | Diluvio Universale tra Pentesilea e figura femminile seduta                        |
|          | Deucalione e Pirra tra Hypsicratea e figura femminile seduta                       |
|          | Contesa tra Minerva e Nettuno per il possesso dell'Attica tra due figure femminili |
|          | Ercole al bivio tra due figure femminili                                           |
|          | Prometeo crea l'uomo con l'argilla tra Didone e Sofonisba                          |

Nelle lunette si trovano cataste e trofei d'armi.
Le opere tengono a mente i lavori di Raffaello e Michelangelo visti da poco dall'artista a Roma, ma sfruttano una pittura più veloce e compendiaria tipica del suo stile maturo. L'impagnazione delle scene appare così articolata ma disinvolta, con una spiccata vena narrativa, arricchita da effetti luminosi e cromatici di grande raffinatezza, quali cangiantismi, affondi nel buio e inondazioni luminose.